# Познајете ли Павла Плеша?
Познајете ли Павла Плеша? је југословенски драмски филм из 1975. године. Режирали су га Миљенко Дерета и Јован Аћин, који су написали и сценарио заједно са Дејаном Ђурковићем и Миланом Шећеровићем.

## Радња
Младом сељаку помаже Павле Плеша да се снађе у великом граду и започне посао. Нагомиланим проблемима у људским и производним односима, он ће доћи у сукоб са Павлом иако му све дугује али пријатељство ће поново бити успостављено.

## Улоге
| Глумац             | Улога       |
| ------------------ | ----------- |
| Адем Чејван        | Павле Плеша |
| Милан Штрљић       |             |
| Неда Арнерић       |             |
| Коле Ангеловски    |             |
| Ружица Сокић       | Сингер      |
| Жика Миленковић    |             |
| Љубомир Ћипранић   |             |
| Драгомир Фелба     |             |
| Ранко Гучевац      |             |
| Богдан Јакуш       |             |
| Тома Курузовић     |             |
| Светолик Никачевић |             |
| Марко Николић      |             |
| Злата Нуманагић    |             |
| Милан Пузић        |             |
| Жарко Радић        |             |
| Душан Тадић        | портир      |
| Рената Улмански    |             |
| Владан Живковић    |             |